# Bunomys andrewsi
Bunomys andrewsi és una espècie de mamífer rosegador de la família dels múrids. És endèmica de Sulawesi (Indonèsia), on viu a altituds de fins a 1.400 msnm. Es tracta d'un animal nocturn. El seu hàbitat natural són les selves tropicals perennifòlies, tant de plana com montanes. Està amenaçada per la tala d'arbres i la transformació del seu medi per a usos agrícoles. Aquest tàxon fou anomenat en honor de l'explorador i naturalista estatunidenc Roy Chapman Andrews.